# Larry Fortensky
Lawrence Lee Fortensky (meist: Larry Fortensky; * 17. Januar 1952 in Stanton, Kalifornien; † 7. Juli 2016 in Fontana, Kalifornien) war ein US-amerikanischer Bauarbeiter, der seine Bekanntheit seiner Ehe mit Elizabeth Taylor verdankt.

## Leben
Fortensky besuchte die Pacifica High School in Garden Grove und diente 1972 bei der U. S. Army im Vietnamkrieg. Bevor er Taylor traf, war er bereits zweimal verheiratet und geschieden. Aus der ersten Ehe stammt eine Tochter.
Fortensky und Taylor lernten sich 1988 während einer Entzugstherapie im Betty Ford Center kennen. Das Paar schloss am 6. Oktober 1991 auf Michael Jacksons Neverland-Ranch die Ehe, die am 31. Oktober 1996 jedoch geschieden wurde. Fortensky war Taylors siebter Ehemann, die Ehe war für sie ihre achte (mit Richard Burton war sie zweimal verheiratet).
1998 geriet Fortensky erneut in die Schlagzeilen, als er nach einem tätlichen Angriff auf seine Freundin vorübergehend inhaftiert wurde. 1999 erlitt er schwere Verletzungen bei einem Treppensturz.
Er starb an Hautkrebs.